# Teke Teke

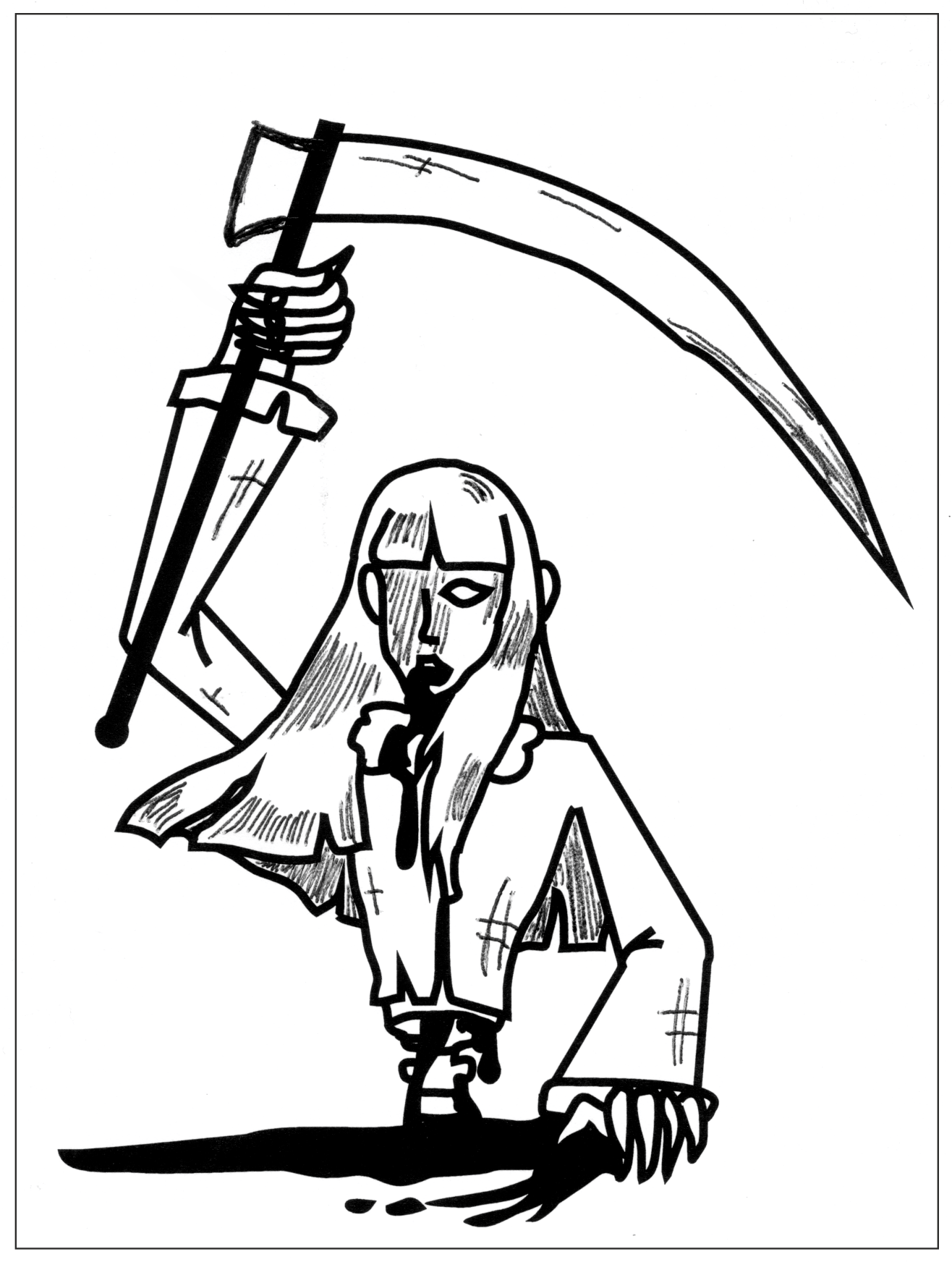
Hình minh họa Teke Teke

Per Pee (テケテケ), hay còn được gọi là Teke-Teke, Teketeke, hoặc Teke teke, là truyền thuyết đô thị Nhật Bản về một thiếu nữ hoặc nữ sinh được cho là đã ngã xuống đường ray và bị tàu hỏa cán đứt đôi. Là một onryō ("linh hồn báo thù"), cô thường đi lang thang vất vưởng trong các khu phố và xung quanh các nhà ga xe lửa những lúc đêm về. Vì mất đi phần thân dưới, Teke Teke di chuyển bằng bằng tay hoặc trên hai cùi chỏ, kéo lê phần thân dưới và phát ra âm thanh nghe giống như teke teke. Nếu gặp một ai đó, cô ta sẽ truy đuổi và chém đôi cơ thể của nạn nhân, biến cơ thể họ dị dạng giống cô ta.

## Truyền thuyết
Truyền thuyết kể rằng, Teke teke là một nữ sinh vì sẩy chân hoặc vì muốn tự tử hoặc cũng có thể bị người yêu đẩy nên đã ngã xuống đường ray trong lúc một con tàu đang tiến đến và bị nghiến đứt nửa phần thân dưới. Thất vọng và oán hận, cô đã biến thành một onryō (hoặc yōkai) và bắt đầu hành trình báo thù. Kể từ đó, Teke teke thường mang theo mình một cây lưỡi hái, thoắt ẩn thoắt hiện tại những ga tàu bỏ hoang, trong những khoảng sân hay những con hẻm vắng bóng người qua lại. Nạn nhân ưa thích của Teke teke thường là những nam giới trẻ tuổi. Chỉ cần họ tiếp cận hoặc liếc nhìn, cô sẽ truy đuổi họ tới cùng.
Một phiên bản của câu chuyện liên quan đến một thiếu nữ mang tên Kashima Reiko bị xe lửa cán chết. Theo một số nguồn tin, câu chuyện về "Kashima Reiko" xuất hiện trước Teke teke. Theo truyền thuyết, linh hồn mất chân của Kashima Reiko thường ám các phòng tắm, hỏi những người đi tắm xem họ có biết chân của cô ấy ở đâu không. Nếu không trả lời được hoặc trả lời sai, cô sẽ xé hoặc cắt chân họ. Tuy nhiên, nạn nhân có thể thoát nạn nếu trả lời rằng chân của cô đang ở trên đường cao tốc Meishin. Khi Kashima Reiko hỏi tiếp rằng ai đã nói, nạn nhân cần phải trả lời bằng cụm từ "kamen shinin ma". Sau đó, Kashima Reiko sẽ cho họ ba ngày để kể lại lần chạm trán với ít nhất năm người, nếu không cô sẽ quay lại và cướp đi đôi chân của nạn nhân.